# Jakob Voelkerling Persson
Jakob Voelkerling Persson, född 27 september 2000 i Trelleborg, är en svensk fotbollsspelare som spelar för IK Sirius FK. Han är bror till fotbollsspelaren Joel Voelkerling Persson.

## Karriär
I juni 2022 lånades Voelkerling Persson ut till Ettan-klubben Ängelholms FF.
I juli 2022 skrev Voelkerling Persson kontrakt med IK Sirius.